# Tésenfa
Tésenfa (kroatisch Tišna) ist eine ungarische Gemeinde im Komitat Baranya. Sie gehört zum Kreis Siklós und liegt gut zweieinhalb Kilometer nördlich der Grenze zu Kroatien.

## Geschichte
Tésenfa wurde 1346 erstmals urkundlich erwähnt.

## Sehenswürdigkeiten
- Reformierte Kirche, erbaut 1874